# Becket (film 1964)
Becket – amerykańsko-brytyjski dramat historyczny z 1964 roku w reżyserii Petera Glenville’a.

## Fabuła
Król Anglii Henryk II nie żyje w najlepszych stosunkach z Kościołem. Gdy niespodziewanie umiera arcybiskup Canterbury, król postanawia powierzyć to stanowisko swemu dobremu znajomemu, Thomasowi Becketowi, który nie zamierza być biernym narzędziem w ręku władcy. Henryk nie potrafiąc rozwiązać konfliktu z arcybiskupem, który stał się liderem antykrólewskiej opozycji, inspiruje swych rycerzy do dokonania zabójstwa Becketa.

## Obsada
- John Gielgud jako król Ludwik VII
- Peter O’Toole jako król Henryk II
- Richard Burton jako Tomasz Becket
- Martita Hunt jako królowa Matylda
- Pamela Brown jako królowa Eleanora
- Felix Aylmer jako arcybiskup Canterbury
- Edward Woodward jako Clement
- Paolo Stoppa jako papież Aleksander III
- Geoffrey Bayldon jako brat Filip
- Gino Cervi jako kardynał Zambelli
- Donald Wolfit jako biskup Folliot
- Siân Phillips jako Gwendolen
- Hamilton Dyce jako biskup Chichester
- Magda Konopka jako dziewczyna na balkonie
- Patrick Newell jako William of Corbeil, kurier we Francji